# Escarabeu

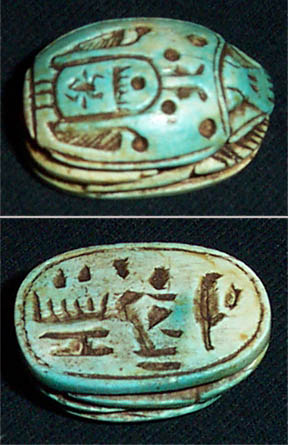
Escarabeu amb el nom de Tuthmosis III.

L'escarabeu va ser un amulet de vida i poder, amb forma d'escarabat piloter (Scarabaeus sacer egipci), que representava al sol ixent, i era símbol de la resurrecció a la mitologia egípcia. En vida proporcionava protecció contra el mal, visible o invisible, donant diàriament força i poder. En la mort, qui el portava adquiria la possibilitat de ressuscitar i assolir la vida eterna. L'escarabat estava vinculat amb el déu Khepri, forma de Ra com Sol naixent, i era el símbol de la constant transformació de l'existència.

## Escarabats a l'antic Egipte
Diverses espècies d'escarabats, principalment l'scarabaeus sacer, van gaudir d'un estatus sagrat entre els egipcis.
| L1 |

| L1 |

El seu nom en jeroglífic es translitera com a ḫpr (o xpr), i es tradueix per "convertir" o "transformar". El terme derivat ḫpru (o xprw) es tradueix per "forma", "transformació", "succés", "manera de ser" o "l'autocreat", depenent del context. Pot tenir significat existencial, fictici o ontològic.
L'escarabat va ser associat a Khepri, l'autocreat, el déu associat al Sol naixent. Antigament es creia que l'escarabat era només de gènere masculí i que es reproduïa dipositant el semen en una bola de fem. La suposada auto-reproducció de l'escarabat que s'assembla a Jepri, que es va crear així mateix del no-res. D'altra banda, la bola de fem rodada per l'escarabat piloter s'assembla al Sol. Plutarc va escriure: 
| « | La raça d'escarabats no té cap femella, però tots els mascles expulsen el seu esperma en una piloteta rodona de material que fan rodar empenyent-la pel costat oposat, igual que el sol sembla tornar al cel en la direcció oposada al seu propi curs, que és d'oest a est. | » |

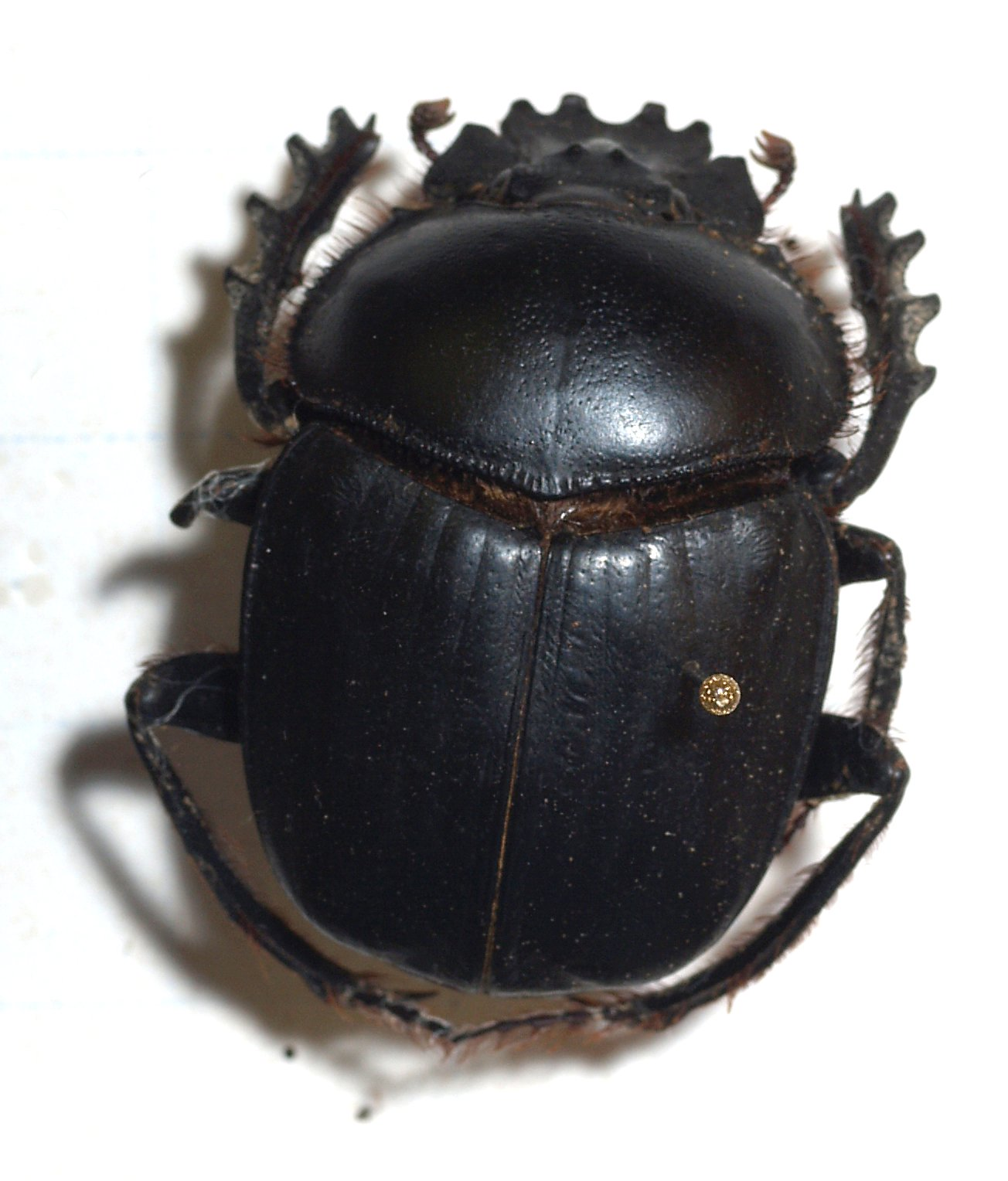
Scarabaeus sacer

Els egipcis van creure que Khepri renovava el Sol cada dia després de la seva desaparició en l'horitzó, i el portava a través del món subterrani, el Duat, després de l'ocàs per renovar-lo altre cop l'endemà. Algunes tombes reials de l'Imperi Nou exhibeixen una imatge triple del déu del Sol, amb l'escarabat com a símbol del Sol del matí. El sostre astronòmic a la tomba de Ramsès VI (la KV9) relata la "mort" cada nit i el "renaixement" del Sol que és engolit per Nut, la deessa del cel, i reapareix a la seva matriu com a Khepri. La imatge de l'escarabat associat a idees de transformació, renovació i resurrecció, és ubiqua en l'art religiós i funerari egipci antic.
Els escarabeus van ser tallats en variats materials: esteatita, basalt, granit i en pedres precioses com lapislàtzuli, ametista, cornalina, i fins i tot en metalls com l'or. Les excavacions arqueològiques a Egipte han tret a la llum imatges d'escarabeus en os, ivori, pedra, faiança egípcia i metalls preciosos, datats des de la sisena dinastia fins al període romà.
Són generalment petits i estan foradats per permetre que siguin enfilats en un collaret, i en la base porten una breu inscripció o cartutx egipci. En general es feien servir com a amulets, i en el seu revers portaven figures o textos. Alguns tenien escrit el nom del seu propietari i s'utilitzaven com segells, un ús estès en les àmfores amb vi, mercaderia de luxe. Els faraons van encarregar de vegades la fabricació d'exemplars més grans amb llargues inscripcions, com l'escarabeu commemoratiu de les noces de la reina Tiy. Es poden trobar grans escultures d'escarabeus en els temples de Tebes, en el Serapeum d'Alexandria i en altres llocs d'Egipte.

## Culte funerari

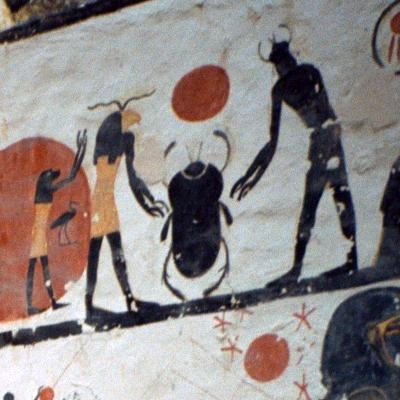
Khepri, representat com escarabat a la paret de la tomba KV6, de la Vall dels Reis.

L'escarabat tenia una gran importància en el culte funerari egipci. Generalment era tallat en faiança verda o blava i col·locat al pit dels difunts, per protegir el cor i substituir durant la momificació. El propòsit de l'"escarabat del cor" era assegurar-se que el cor no testimoniaria contra el difunt en el judici dels morts. Una altra possibilitat és la suggerides per les paraules de transformació dels Textos dels Sarcòfags, que afirmen que l'ànima dels difunts pot transformar-se (xpr) en un humà, un déu, o un ocell i reaparèixer en el món dels vius.
Potser l'exemple més famós d'aquests "escarabats del cor" és el de color verd groguenc trobat entre les provisions de la tomba de Tutankamon, tallat en un gran tros de mineral cristal·lí del desert libi.
| « | No pogué passar inadvertit que les crisàlides, les ales i potes s'encaixonen en aquesta etapa del desenvolupament, s'assemblen a les mòmies. Fins i tot s'ha precisat que l'escarabat comença a fer la seva bola en un compartiment subterrani que s'assoleix per un eix vertical i un pas horitzontal, curiosament evocadors de les mastabes de l'Imperi Antic. | » |

## Altres usos
En contrast amb l'ús donat en els textos funeraris, durant l'Imperi Mitjà, els comerciants egipcis i d'alguns pobles veïns van adoptar l'escarabeu com a segell. Els més coneguts són els gravats en els denominats segells LMLK .

### Escarabeus reials

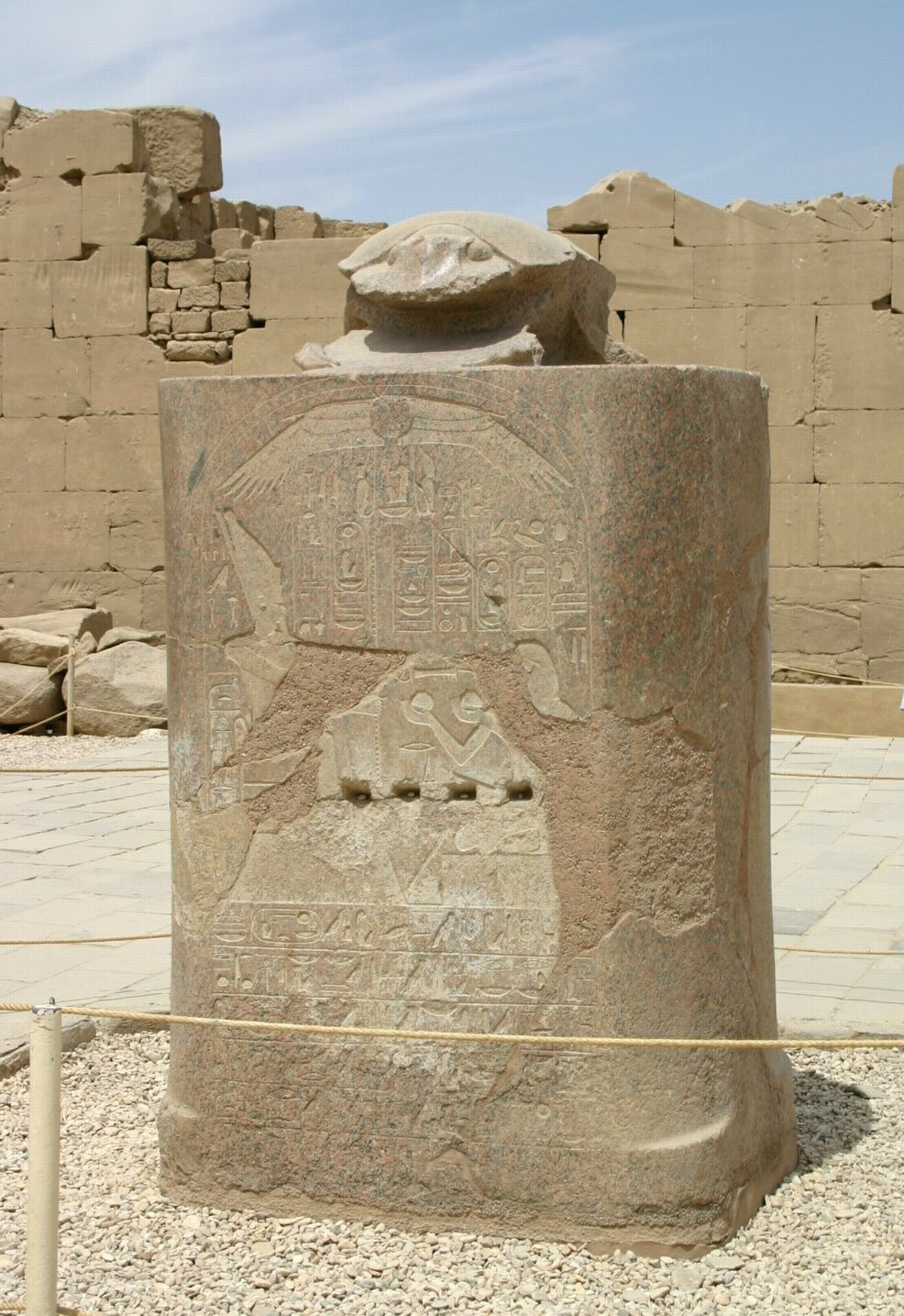
Escarabeu al temple de Karnak.

Fets en la seva majoria d'esteatita vidriada, mesuraven entre 4,7 i 11 cm, amb un text a la part inferior. Eren utilitzats com a segells de representació del rei, la seva família, i alguns dignataris, durant el segon període intermedi (hicsos). Són una de les principals fonts d'informació de la dinastia XIV i la XV. Se n'han trobat, a més d'Egipte, a Canaan i al Regne de Cuix.
Va ser molt usat en la dinastia XVIII. Tuthmosis III li va donar l'ús del segell reial. Amenhotep III els va utilitzar profusament, com a forma de propagar pels seus dominis les notícies relacionades amb ell o amb la família reial. Els més nombrosos parlen de lleons morts amb les seves pròpies fletxes , i de caceres de toros salvatges. Altres exemplars parlen de les seves noces amb Tiy, de la construcció d'un llac artificial al Palau de Malkatta o de l'arribada de la princesa mitània Kilughepa amb altres 317 dones a l'harem reial. Aquests escarabeus propagandístics eren d'una mida més gran, i es distribuïen entre els cortesans, alts funcionaris o bé s'enviaven com a obsequi als reis de països aliats.
L'escarabeu segueix sent un article popular gràcies a l'interès i la fascinació moderna cap a l'art i les creences de l'Antic Egipte. Escarabeus fets de pedres semiprecioses o en ceràmica esmaltada es poden comprar a la majoria de les botigues, mentre que al temple de Karnak ha hagut de ser protegit un antic gran escarabeu, representació de Khepri, per desanimar els visitants de la pràctica supersticiosa consistent en fregar la base de l'estàtua per aconseguir sort . Ara molts es limiten a donar tres voltes al voltant d'ell.